# Cilleruelo de Bricia
Cilleruelo de Bricia es un pueblo situado en el Alfoz de Bricia colindante con el Valle de Zamanzas y Valderredible en la provincia de Burgos, Castilla y León, España.
Cuenta con 5 habitantes en 2024 (INE).

## Geografía
Está situado en La Escampada, llanura de más de 1.000 m de altitud. También tiene terreno en un valle próximo.
La vegetación es de matorrales y encinas en la llanura. En las laderas se dan robles y hayas al ser el clima más benigno.

## Vías de comunicación
Por el pueblo pasa la   N-623 .

## Historia
Existen restos de la prehistoria. No obstante, este pueblo se originó en la Alta Edad Media como todos los de este contorno. El predominio del sistema servil en el que el sector primario de la economía era dominante y cuyos estamentos privilegiados eran la nobleza feudal y el clero de la Iglesia Católica.
Así describe Pascual Madoz este pueblo a mediados del siglo XIX:

Sobre una elevación, desde la cual se descubre el Valle de Rodible y el páramo de Somo-arriba; le dominan los vientos del N.; su clima es muy frío y las enfermedades frecuentes los constipados. Tiene 45 casas; una iglesia parroquial dedicada a San Martín y una fuente dentro de la población y otras muchas fuera, de cuyas buenas aguas se surte el vecindario. Confina el término N. Barrio de Bricia; E, Campino; S. Espinosa de Bricia y O. Villamediana de Bricia. El terreno es de mediana calidad, con un monte de roble y haya en Montehondo, y otro de encina en Larrad. Por sus inmediaciones pasa el nuevo camino de Peñas-pardas a Santander. La correspondencia la recibe de Reinosa o de la caja de Soncillo por medio de un peatón. Produce: trigo, cebada, patatas, lino, legumbres y yerbas; ganado vacuno, caballar, mular, lanar y cabrío y caza de perdices, liebres, tasugos, palomas, jabalíes y lobos. Industria: la agrícola y crías de ganados. Doblamiento: 17 vecinos, 64 almas. Capacidad de producción: 132.600 reales. Impuestos: 13690.

### Historia Contemporánea
La incidencia de la Guerra Civil Española (1936-1937 por esta zona) fue muy intensa, pues la zona fue frente de guerra y los asesinatos fueron muy numerosos. Además dentro de la Batalla de Santander, produciéndose numerosas bajas en los 2 bandos.